# Grammatica italiana
La grammatica italiana presenta numerose analogie con quelle spagnola, francese, portoghese, catalana e romena, con le quali condivide la comune appartenenza alla famiglia delle lingue romanze.

## L'articolo

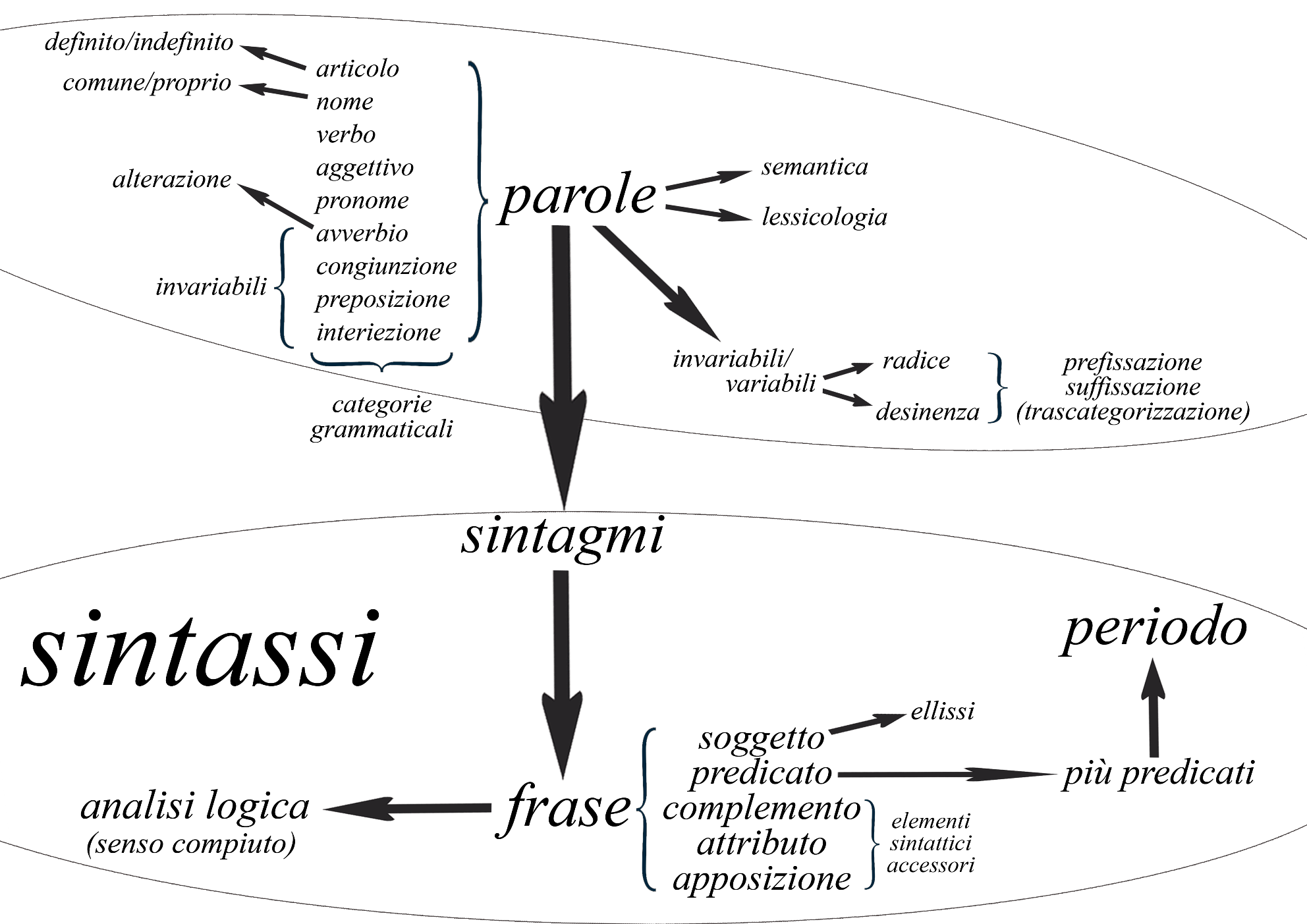
Schema sinottico con elementi di analisi logica e grammaticale della lingua italiana. Le parole della lingua italiana vengono distinte in parti del discorso (o categorie grammaticali) secondo uno schema articolato dalla grammatica antica greca e poi romana. Le parole vengono distinte in variabili (cioè soggette a flessione) e invariabili (tra queste, gli avverbi sono soggetti ad alterazione). Le parole variabili sono spesso divisibili in due parti (la radice e la desinenza, la prima tema invariabile comune ad una famiglia lessicale, la seconda elemento contenente un'informazione grammaticale), ma in alcuni casi tali parti sono concepibili solo come morfemi. La frase (l'unità minima di comunicazione di senso compiuto) è divisibile in sintagmi, unità minime di combinazione sintattica associate alle categorie grammaticali. L'analisi grammaticale ha per oggetto le parole, l'analisi logica individua le categorie sintattiche che costituiscono la frase. Un periodo è una frase complessa, in cui si presentano due o più predicati.

Si distingue soprattutto tra due tipi: indeterminativi e determinativi. I primi servono a indicare un elemento generico di un insieme, i secondi a indicare un elemento specifico di un insieme. Gli indeterminativi hanno inoltre la proprietà di introdurre un'informazione nuova (ho visto un cerbiatto), mentre quelli determinativi ne indicano una già data (purtroppo il cerbiatto è già sparito).
Articolo indeterminativo
- maschile singolare: un, uno (davanti a parole che iniziano per z, gn, x, ps, s impura, i semiconsonante e, variabilmente, pn[1])
- femminile singolare: una, un' (davanti a parole che iniziano per vocale, ma non davanti a i semiconsonantica - esempio: una iena)

Non esiste una forma plurale vera e propria; per essa si ricorre all'articolo partitivo maschile (dei, degli) o femminile (delle).
Articolo determinativo
- maschile singolare: il, lo (davanti a parole che iniziano per z, gn, x, ps, s impura, i semiconsonante e, variabilmente, pn; eliso in l' davanti a parole che iniziano per vocale)
- femminile singolare: la (eliso in l' davanti a parole che iniziano per vocale)
- maschile plurale: i, gli (davanti a parole che iniziano per z,x, gn, ps, s impura o vocale)
- femminile plurale: le

L'elisione di gli davanti a parola che inizi per i e di le davanti a parola che inizi per e ("gl'individui", "l'erbe") è oggi poco comune. Nell'uso formale e burocratico, quando l'elisione è facoltativa, si tende a evitarla, specie se l'articolo è l'unica spia del genere del soggetto (la autista, femminile); tuttavia viene ritenuto innaturale l'uso della forma piena dell'articolo nello scritto, quando contrasta con l'uso orale.
La scelta dell'articolo è effettuata in base al suono iniziale della parola immediatamente successiva, anche se questa non è il sostantivo cui si riferisce, ma un'altra parte del discorso. La varietà di forme di articoli in italiano è data dalle caratteristiche di questa lingua, che più di altre tende ad evitare il formarsi di gruppi consonantici e vocalici, per preferire invece una struttura alternata (consonante-vocale-consonante).
Alcuni esempi:
| la nostra amica           | l'amica           |
| il bello specchio         | lo specchio       |
| lo strano comportamento   | il comportamento  |
| i piccoli gnomi           | gli gnomi         |
| gli stessi problemi       | i problemi        |
| uno stupido inconveniente | un inconveniente  |
| un gufo iettatore         | uno iettatore     |
| il quasi spento zolfo     | lo (spento) zolfo |
| il suo zaino              | lo zaino          |

Alle diverse forme di articolo determinativo corrispondono altrettante varianti dell'aggettivo dimostrativo quello: quello specchio, quel comportamento, eccetera.

## Sostantivo e aggettivo
In italiano, l'ordine tra l'aggettivo e il sostantivo non è fisso, tuttavia la tendenza è quella di mettere l'aggettivo dopo il sostantivo se questo indica una qualità che caratterizza una cosa rispetto ad altre. Alcune categorie di aggettivi hanno però un ordine fisso: quelli che indicano colore, forma o nazionalità seguono sempre il sostantivo, mentre gli aggettivi possessivi sono posti quasi sempre prima del sostantivo (tranne che per motivi di enfasi).
Quando c'è possibilità di scelta, si mette al secondo posto l'aggettivo se gli si vuole dare una funzione distintiva:
- una bella casa (aggettivo caratterizzante),
- una casa bella (l'aggettivo ha la funzione di distinguere la casa rispetto ad altre).

A parità di genere, gli aggettivi e i sostantivi seguono le stesse regole generali per la formazione del numero. Ovviamente, andando più in dettaglio ci sono delle differenze, ma in linea di massima tali regole possono essere riassunte come segue:
| Genere | Singolare   | Plurale     | Esempio                                                                                               |
| --- | ----------- | ----------- | --- |
| Maschile | -o          | -i          | il capello nero, i capelli neri                                                                       |
| Femminile | -a          | -e          | la bella macchina, le belle macchine                                                                  |
| Maschile e femminile | -e          | -i          | il/la comandante intelligente, i/le comandanti intelligenti                                           |
| Sostantivi maschili e femminili che terminano per vocale accentata, o sostantivi ed aggettivi stranieri non italianizzati | invariabile | invariabile | il/la manager trendy, i/le manager trendy l'università, le università il momento clou, i momenti clou |

### Il sostantivo
Ciascun sostantivo o nome in lingua italiana ha un genere (maschile o femminile) e un numero (singolare o plurale). Mancano generi come il neutro e numeri come il duale.
Manca, in italiano, anche la declinazione secondo i casi come nel latino. I significati che altre lingue rendono con la declinazione (caso), in italiano sono resi tramite preposizioni.
Sostantivi privi della forma singolare o della forma plurale vengono detti difettivi (ad esempio: "le nozze"). Sono detti invariabili quelli le cui forme singolare e plurale sono identiche.
Le principali desinenze dei sostantivi sono le seguenti:
- maschili in -o, plurale in -i: libro, libri (per lo più parole maschili della seconda o della quarta declinazione latina)
- maschili in -e, plurale in -i: fiore, fiori (per lo più parole maschili della terza declinazione latina)
- femminili in -a, plurale in -e: scala, scale (per lo più parole femminili della prima declinazione latina)
- femminili in -e, plurale in -i: luce, luci (per lo più parole femminili della terza o della quinta declinazione latina)

Tra le varie forme che si comportano altrimenti, si ricordano quelle maschili in -a, con plurale in -i: poeta, poeti (per lo più parole maschili della prima declinazione latina). Sono invariabili in italiano i sostantivi che terminano in vocale accentata e quelli di una sola sillaba (la virtù / le virtù, il re / i re), i sostantivi (quasi tutti di origine straniera) che terminano in consonante (il bar / i bar), i sostantivi che terminano in -i non accentata (il bikini / i bikini, la crisi / le crisi), e diversi altri.
Generalmente, il genere del sostantivo non è determinato dal suo significato. Fanno eccezione a questa regola soprattutto i nomi di persona:
- Francesco, Francesca
- Il ragazzino, la ragazzina
- Il presidente, la presidente (presidentessa)

### L'aggettivo
Gli aggettivi sono le parti del discorso che servono a modificare in qualche modo il significato di un sostantivo.

#### Aggettivi qualificativi
L'aggettivo più comune è quello qualificativo, il quale serve a definire la qualità di una cosa o persona.
In italiano, gli aggettivi hanno due generi (maschile e femminile) e due numeri (singolare e plurale). Concordano per genere e numero col sostantivo a cui si riferiscono.
Le desinenze più frequenti, molto somiglianti a quelle dei sostantivi, sono raggruppabili in due classi (derivate direttamente dalle due classi di aggettivi latini):
| Classe | genere             | desinenza singolare | desinenza plurale |
| ------ | ------------------ | ------------------- | ----------------- |
| 1ª     | maschile           | -o (rosso)          | -i (rossi)        |
| 1ª     | femminile          | -a (rossa)          | -e (rosse)        |
| 2ª     | maschile femminile | -e (verde)          | -i (verdi)        |

Esistono anche aggettivi invariabili che cioè non variano per genere e numero, come ad esempio alcuni aggettivi di colore (la penna rosa - le penne rosa - il pastello rosa - i pastelli rosa; idem per "blu"), e le parole straniere (atteggiamento dandy - un gruppo di persone dandy). Valgono in linea di massima le stesse irregolarità che si riscontrano tra i sostantivi (cfr. Plurale dei sostantivi nella lingua italiana).

#### Aggettivi possessivi
| persona      | maschile singolare | femminile singolare | maschile plurale | femminile plurale |
| ------------ | ------------------ | ------------------- | ---------------- | ----------------- |
| 1ª singolare | mio                | mia                 | miei             | mie               |
| 2ª singolare | tuo                | tua                 | tuoi             | tue               |
| 3ª singolare | suo, proprio (1)   | sua, propria (1)    | suoi, propri (1) | sue, proprie (1)  |
| 1ª plurale   | nostro             | nostra              | nostri           | nostre            |
| 2ª plurale   | vostro             | vostra              | vostri           | vostre            |
| 3ª plurale   | loro, proprio (1)  | loro, propria (1)   | loro, propri (1) | loro, proprie (1) |

(1) forma riflessiva alternativa

La 3ª persona singolare è anche quella usata nelle forme di cortesia, talvolta scritta usando l'iniziale maiuscola: "Le consegno il Suo pacco".
A differenza di quanto accade in altre lingue, in italiano l'aggettivo possessivo è normalmente accompagnato da un articolo; tale articolo manca, invece, laddove mancherebbe anche in assenza del possessivo («è sua abitudine» corrisponde quindi a «è abitudine di X»; diversamente, «è la sua abitudine» corrisponde a «è l'abitudine di X»)
L'articolo si omette davanti ai nomi di parentela preceduti da un aggettivo possessivo che non sia "loro": (mio padre, tua madre, suo fratello, nostra zia, vostro nipote, ma: il loro padre, la loro madre ecc.).
Vi sono però alcuni nomi di parentela che ammettono l'articolo, come per esempio mamma e papà, che vengono considerati come vezzeggiativi; inoltre, l'articolo si usa quando i nomi di parentela sono al plurale (le mie sorelle), o sono accompagnati da un attributo (la mia cara moglie).
Non hanno l'articolo alcuni appellativi onorifici quando sono preceduti da forme di cortesia come sua e vostro (-a): Sua Eccellenza, Sua Maestà, Sua Santità, Vostro Onore, Vostra Altezza, Vostra Signoria...

## Il pronome
Il pronome sostituisce un sostantivo quando si preferisce evitare una ripetizione nella frase. Inoltre, può indicare un oggetto o una persona facilmente identificabile nel contesto (ad esempio, io). In tal caso, la funzione del pronome è deittica.

### Pronomi personali
Esistono pronomi personali soggetto (io, tu, egli ecc.) e pronomi personali complemento. Questi ultimi si dividono in atoni (primo esempio) e tonici (secondo):
- Mi piace questa musica
- A me piace questa musica

I pronomi atoni sono strettamente legati al verbo e vengono generalmente anteposti ad esso (mi piace) come clitici. Del resto, senza verbo non vengono mai usati. I pronomi tonici (me) hanno invece una posizione più libera all'interno della frase e possono essere combinati ad una preposizione.
Per quanto riguarda la differenza di significato tra pronome atono e tonico, possiamo notare come regalo a te un libro oppure a te regalo un libro concentrano l'enfasi sul complemento rispetto a quanto avviene nella struttura più frequente, ottenuta con l'uso del pronome atono (ti regalo un libro).
| persona/caso           | nominativo    | genitivo/ablativo | accusativo tonico/preposizionale | accusativo atono | dativo               | combinazione (1)       | strumentale/locativo | lativo |
| 1ª singolare           | io            | -                 | me                               | mi               | mi                   | me lo                  | -                    | -      |
| 2ª singolare           | tu            | -                 | te                               | ti               | ti                   | te lo                  | -                    | -      |
| 3ª singolare maschile  | egli, esso(2) | ne                | lui, sé (3)                      | lo, si (3)       | gli, si (3)          | glielo, se lo(3)       | ci                   | vi/ci  |
| 3ª singolare femminile | ella, essa(2) | ne                | lei, sé (3)                      | la, si (3)       | le (4), si (3)       | glielo, se lo(3)       | ci                   | vi/ci  |
| 1ª plurale             | noi           | -                 | noi                              | ci               | ci                   | ce lo                  | -                    | -      |
| 2ª plurale             | voi           | -                 | voi                              | vi               | vi                   | ve lo                  | -                    | -      |
| 3ª plurale maschile    | essi(2)       | ne                | loro, sé (3)                     | li, si (3)       | (a loro) (4), si (3) | (glielo) (4), se lo(3) | ci                   | vi/ci  |
| 3ª plurale femminile   | esse(2)       | ne                | loro, sé (3)                     | le, si (3)       | (a loro) (4), si (3) | (glielo) (4), se lo(3) | ci                   | vi/ci  |

(1) La forma combinata è costituita, nell'ordine, dal complemento di termine e dal complemento oggetto accordato per numero e genere: me lo, me la, me li, me le; te lo, te la, te li, te le eccetera. Il pronome impersonale si, insieme a quello riflessivo, dà ci si: ci si vede domani, va bene?
(2) Le forme egli, ella, esso, essi, essa, esse sono usate prevalentemente nella lingua scritta di registro alto; ella è particolarmente raro. Nel parlato prevalgono nettamente le forme lui, lei, loro. Egli ed ella si riferiscono solo a persone; lui, lei e loro a persone o animali e talvolta anche a cose.
(3) forma riflessiva: cfr. "lo vede" = vede un altro / "si vede" = vede sé stesso/a
(4) il pronome loro, quando è utilizzato come complemento di termine ed è collocato subito dopo il verbo, può fare a meno della preposizione a: Ho detto loro – Ho detto a loro. Nella lingua parlata si sta sempre più diffondendo l'uso di gli al posto di loro e, in minor parte, al posto di le.
In italiano la forma di cortesia è la 3ª persona femminile, scritta talvolta con l'iniziale maiuscola; Lei, Loro: la forma al plurale, usata in contesti molto formali, viene generalmente sostituita dalla vecchia forma Voi.
A differenza di quanto accade in molte altre lingue, come ad esempio il francese e l'inglese, il pronome personale soggetto in italiano è facoltativo e viene sovente omesso. Viene espresso esplicitamente quando si desidera enfatizzare il soggetto o quando occorre risolvere ambiguità davanti a voci verbali identiche (ad esempio, tra le tre persone singolari del congiuntivo presente); quando il soggetto non si può sottintendere, in alcuni casi è più idiomatico ripetere il nome o usare un sinonimo o un pronome dimostrativo anziché quello personale (es. queste anziché esse). Il francese e l'inglese hanno invece bisogno che il pronome venga specificato, dato che le forme verbali coniugate a seconda delle diverse persone presentano forti somiglianze tra di loro.

## La preposizione
Le preposizioni sono una parte del discorso che serve a chiarire la natura di un complemento nella frase semplice o, talvolta, di una subordinata all'interno del periodo.
L'italiano distingue tra preposizioni proprie e improprie. Le preposizioni proprie semplici sono di, a, da, in, con, su, per, tra, fra. Le preposizioni improprie sono così chiamate perché fungono anche da avverbi; tra esse, sopra, sotto, prima, dopo, vicino, ecc... Le preposizioni proprie semplici possono essere unite agli articoli determinativi e formare così le preposizioni articolate. Non tutte le combinazioni tra preposizione e articolo sono ammesse, come si può vedere dalla tabella sottostante (le forme in corsivo sono di uso ormai raro):
|     | il  | lo    | la    | i   | gli   | le    |
| --- | --- | ----- | ----- | --- | ----- | ----- |
| di  | del | dello | della | dei | degli | delle |
| a   | al  | allo  | alla  | ai  | agli  | alle  |
| da  | dal | dallo | dalla | dai | dagli | dalle |
| in  | nel | nello | nella | nei | negli | nelle |
| con | col | collo | colla | coi | cogli | colle |
| su  | sul | sullo | sulla | sui | sugli | sulle |

Combinazioni derivanti dalle preposizioni per, tra e fra, come pello, pella, trai, frai e simili, non sono più in uso dalla prima metà del 1900; di esse sopravvivono soprattutto pel e pei, utilizzate nel registro elevato o burocratico oppure per intenti ironici o parodistici. L'uso delle preposizioni articolate formate da con ed articolo è tendenzialmente desueto e limitato solo al parlato, ad eccezione di col e coi che sono a tutt'oggi frequenti anche nello scritto.

## Il verbo
I verbi in italiano si coniugano per persona (1ª, 2ª o 3ª) e per numero (singolare o plurale) del soggetto, per tempo (presente, passato, futuro), per modo (indicativo, congiuntivo, condizionale, imperativo, infinito, gerundio e participio) e talvolta per genere (maschile o femminile) del soggetto o dell'oggetto. A differenza di altre lingue (ad esempio dell'inglese o del francese) non è obbligatorio porre prima del verbo il pronome personale soggetto dato che le desinenze tra le diverse persone utilizzate nella coniugazione solo raramente permettono ambiguità.
I verbi italiani si raggruppano in tre gruppi principali per quanto riguarda la coniugazione.
I tempi possono essere semplici o composti, questi ultimi sono tempi formati da un verbo ausiliare (coniugato per persona, numero e modo) seguito dal participio passato del verbo.
- Il verbo ausiliare è essere per la maggior parte dei verbi intransitivi.
- Il verbo ausiliare è avere nelle frasi attive quando il verbo è transitivo, e per molti verbi intransitivi.
- Il verbo ausiliare è essere nelle frasi passive, il quale:
  - può essere sostituito da venire (coniugato nei soli tempi semplici) per enfatizzare l'azione
  - viene sostituito da andare quando la frase esprime un obbligo od una prescrizione
- Infine, l'ausiliare essere si usa per i tempi composti delle frasi al riflessivo.

Nel caso di tempi composti, il participio può essere accordato:
- quando il complemento oggetto è costituito da un pronome atono, con il genere e il numero di questi (es. Guido li ha visti uscire assieme ieri; Giulia, lavati le mani! Sì, me le sono già lavate);
- negli altri casi in cui l'ausiliare è essere, con il genere e il numero del soggetto. (es. La cena è stata servita alle otto in punto; Mi sono lavata le mani);

mentre è invariante negli altri casi (es. Hanno servito la cena alle otto in punto).
La forma di cortesia è quella della 3ª persona singolare; la stessa forma è usata per il pronome impersonale si.

### Modo infinito
L'infinito è la forma del verbo che si trova nei dizionari, e ne distingue l'appartenenza ad una delle tre coniugazioni a seconda della desinenza:
- 1ª coniugazione: -are
- 2ª coniugazione: -ere/-rre
- 3ª coniugazione: -ire

I verbi fare e dire, benché uscenti rispettivamente in -are  e -ire, vengono spesso considerati facenti parte della 2a coniugazione perché derivano dal latino facĕre e dicĕre.
Questo modo è impersonale, cioè non si coniuga per persona o numero.
Ha due tempi:
- presente
- passato, composto mediante infinito presente dell'ausiliare + participio passato

È usato in forma sostantivata per esprimere l'azione descritta dal verbo: "leggere è bello"
È spesso usato nelle proposizioni subordinate (causali, finali, relative) quando il soggetto è lo stesso della proposizione principale: "ho corso per arrivare in tempo" = ho corso affinché io arrivassi in tempo (non usata), ma "ho corso affinché tu arrivassi in tempo".
Si può usare per sostituire una proposizione relativa con un'oggettiva: "vedo gli uccelli volare" = "vedo gli uccelli che volano"; in tal caso il soggetto della subordinata viene declinato all'accusativo "vedo lui che vola" = "lo vedo volare".
In tutti questi casi, il tempo utilizzato dipende se si vuole esprimere un'azione contemporanea (infinito presente) o anteriore (infinito passato) rispetto alla proposizione principale.
Si usa inoltre come alternativa all'imperativo nel dare istruzioni.
Si usa infine, preceduto da non, come negazione della seconda persona singolare dell'imperativo presente.

### Modo indicativo
L'indicativo si usa per esprimere condizioni oggettive, stati di fatto, affermazioni. Consta di quattro tempi semplici:
- presente, usato per un'azione contemporanea isolata o abituale, o per un'intenzione per l'immediato futuro;
- imperfetto, usato per un'azione in un tempo indeterminato nel passato e considerata durante il corso del suo svolgimento;
- passato remoto, usato per un'azione in un tempo passato solitamente lontano nel tempo e genericamente terminata
- futuro semplice, usato per un'azione spesso situata in un futuro generico o comunque come forma che indica delle supposizioni, anche sul presente[7]

ciascuno dei quali dà vita ad un tempo composto mediante ausiliare coniugato + participio passato (pp):
- passato prossimo (presente+pp), usato per un'azione in un tempo passato e considerata come compiuta (similmente al passato remoto, ma più usato di quest'ultimo);
- trapassato prossimo (imperfetto+pp), usato per indicare l'anteriorità temporale di un avvenimento rispetto ad un momento del passato;
- trapassato remoto  (passato remoto+pp), usato per un'azione avvenuta in un tempo antecedente ad un'azione espressa col passato remoto:
- futuro anteriore  (futuro semplice+pp), usato per un'azione generica in un tempo futuro antecedente ad un'azione futura, oppure per indicare una supposizione su un evento già compiuto al momento dell'enunciazione.

Tempo presente
|                        | -are es. parlare | -ere es. vendere | -ire es. dormire / capire* |
| io                     | -o               | -o               | -o / -isco                 |
| tu                     | -i               | -i               | -i / -isci                 |
| egli, ella, esso, essa | -a               | -e               | -e / -isce                 |
| noi                    | -iamo            | -iamo            | -iamo                      |
| voi                    | -ate             | -ete             | -ite                       |
| essi, esse             | -ano             | -ono             | -ono / -iscono             |

* I verbi delle terza coniugazione che ammettono, tra radice e desinenza, l'interfisso -isc- vengono detti, forse impropriamente, verbi incoativi per analogia coi verbi latini che ammettevano il suffisso -sco con, invece, effettivo valore incoativo, ovvero d'indicare lo stato d'inizio o d'avvio dell'azione suggerita dalla radice verbale. Nei verbi italiani che ammettono l'aggiunta di -isc-, tale infisso non ha alcun valore semantico, e non modifica quindi il significato originario del verbo che rimane sempre lo stesso, anche quando ammette entrambe le forme con e senza; io nutro e io nutrisco sono equivalenti, e la forma io nutrisco non assume il valore incoativo di "io inizio a nutrire".
Tempo imperfetto
|                        | -are es. parlare | -ere es. vendere | -ire es. dormire / capire |
| io                     | -avo             | -evo             | -ivo                      |
| tu                     | -avi             | -evi             | -ivi                      |
| egli, ella, esso, essa | -ava             | -eva             | -iva                      |
| noi                    | -avamo           | -evamo           | -ivamo                    |
| voi                    | -avate           | -evate           | -ivate                    |
| essi, esse             | -avano           | -evano           | -ivano                    |

Tempo passato remoto
|                        | -are es. parlare | -ere es. vendere   | -ire es. dormire / capire |
| io                     | -ai              | -ei, -etti(1)      | -ii                       |
| tu                     | -asti            | -esti              | -isti                     |
| egli, ella, esso, essa | -ò               | -é, -ette(2)       | -ì                        |
| noi                    | -ammo            | -emmo              | -immo                     |
| voi                    | -aste            | -este              | -iste                     |
| essi, esse             | -arono           | -erono, -ettero(3) | -irono                    |

(1) per molti verbi della seconda coniugazione la desinenza è -i, ma cambia la radice del verbo. (cadere > caddi; scrivere > scrissi; tenere > tenni; etc.)

(2) per molti verbi della seconda coniugazione la desinenza è -e, ma cambia la radice del verbo. (cadere > cadde; scrivere > scrisse; tenere > tenne; etc.)

(3) per molti verbi della seconda coniugazione la desinenza è -ero, ma cambia la radice del verbo. (cadere > caddero; scrivere > scrissero; tenere > tennero; etc.)
Tempo futuro semplice
|                        | -are es. parlare | -ere es. vendere | -ire es. dormire / capire |
| io                     | -erò             | -(e) rò          | -irò                      |
| tu                     | -erai            | -(e) rai         | -irai                     |
| egli, ella, esso, essa | -erà             | -(e) rà          | -irà                      |
| noi                    | -eremo           | -(e) remo        | -iremo                    |
| voi                    | -erete           | -(e) rete        | -irete                    |
| essi, esse             | -eranno          | -(e) ranno       | -iranno                   |

### Modo condizionale
Il condizionale si usa per esprimere eventi e situazioni subordinate a condizioni e a seguito di proposizioni ipotetiche introdotte da se + congiuntivo. Ha due tempi: uno semplice, il condizionale presente, e uno composto, il condizionale passato, formato dal condizionale presente del verbo ausiliare unito al participio passato del verbo; ad esempio, "io avrei parlato, io sarei caduto".
Tempo presente
|                        | -are es. parlare | -ere es. vendere | -ire es. dormire / capire |
| io                     | -erei            | -erei            | -irei                     |
| tu                     | -eresti          | -eresti          | -iresti                   |
| egli, ella, esso, essa | -erebbe          | -erebbe          | -irebbe                   |
| noi                    | -eremmo          | -eremmo          | -iremmo                   |
| voi                    | -ereste          | -ereste          | -ireste                   |
| essi, esse             | -erebbero        | -erebbero        | -irebbero                 |

### Modo congiuntivo
Il congiuntivo si usa solitamente nelle proposizioni subordinate per esprimere ipotesi o dubbi nei casi in cui la subordinata è retta da congiunzioni quali "che", "se", "perché", "affinché".

Ci sono due forme semplici di tempo:
- presente, usato per un'azione contemporanea ad una espressa dall'indicativo presente o futuro
- imperfetto, usato per un'azione contemporanea ad una espressa da un tempo passato dall'indicativo, per un'azione passata ma continuata o non terminata rispetto ad una espressa dall'indicativo presente, o nel periodo ipotetico dell'irrealtà o impossibilità.

che danno forma a due ulteriori tempi composti con l'ausiliare coniugato e il participio passato:
- passato (presente+pp), usato per un'azione passata e terminata rispetto ad una espressa dall'indicativo presente o futuro
- trapassato (imperfetto+pp), usato per un'azione passata rispetto ad una espressa da un tempo passato dell'indicativo, o nel periodo ipotetico del terzo tipo

Nei casi in cui il congiuntivo manca, si usa:
- l'indicativo futuro semplice, quando l'azione è futura rispetto ad un'azione presente o futura
- l'indicativo futuro anteriore, quando l'azione è futura rispetto ad un'azione presente o futura ma antecedente ad un'altra azione futura
- il condizionale passato, quando l'azione è futura rispetto ad un'azione passata

Tempo presente
|                        | -are es. parlare | -ere es. vendere | -ire es. dormire / capire |
| io                     | -i               | -a               | -a / -isca                |
| tu                     | -i               | -a               | -a / -isca                |
| egli, ella, esso, essa | -i               | -a               | -a / -isca                |
| noi                    | -iamo            | -iamo            | -iamo                     |
| voi                    | -iate            | -iate            | -iate                     |
| essi, esse             | -ino             | -ano             | -ano / -iscano            |

Tempo imperfetto
|                        | -are es. parlare | -ere es. vendere | -ire es. dormire / capire |
| io                     | -assi            | -essi            | -issi                     |
| tu                     | -assi            | -essi            | -issi                     |
| egli, ella, esso, essa | -asse            | -esse            | -isse                     |
| noi                    | -assimo          | -essimo          | -issimo                   |
| voi                    | -aste            | -este            | -iste                     |
| essi, esse             | -assero          | -essero          | -issero                   |

Uso dei tempi del congiuntivo

La grammatica ha ereditato dalla grammatica latina, sia pure con delle differenze, la consecùtio tèmporum, cioè un insieme di norme che regolano il rapporto tra i tempi e i modi di una frase principale (o sovraordinata) e della frase subordinata per esprimere il rapporto di contemporaneità, anteriorità, e posteriorità. Questo sistema di regole viene descritto qui con l'esempio della subordinata al congiuntivo.
Per esprimere contemporaneità nel presente (la frase principale usa un tempo presente o futuro) si usa il congiuntivo presente:
- "Credo (penserò) che la via sia diritta".

Per esprimere contemporaneità nel passato (la frase principale usa il tempo imperfetto o passato remoto) si usa il congiuntivo imperfetto:
- "Credevo che la via fosse dritta".

Per esprimere anteriorità al presente la frase subordinata deve avere il verbo al congiuntivo passato:
- "Penso che il servizio sia stato buono".

Per esprimere anteriorità al passato la frase subordinata deve avere il verbo al congiuntivo trapassato:
- "Pensavo che il servizio fosse stato buono".

Per esprimere posteriorità, dato che il congiuntivo non ha tempo futuro, si utilizza il futuro dell'indicativo:
- "Immagino che d'ora in poi il bimbo sarà buono".

La posteriorità può essere indicata anche con il condizionale passato nel caso che il tempo principale sia all'imperfetto:
- "Immaginavo che il bimbo sarebbe stato buono con un gioco".

Analoghe regole valgono per la scelta dei tempi dell'indicativo nella frase subordinata.

### Modo imperativo
L'imperativo si usa per formulare esortazioni. Rifiuta sempre il pronome personale soggetto.
|                        | -are es. parlare | -ere es. vendere | -ire es. partire / capire |
| tu                     | -a               | -i               | -i /-isci                 |
| egli, ella, esso, essa | -i               | -a               | -a/ -isca                 |
| noi                    | -iamo            | -iamo            | -iamo                     |
| voi                    | -ate             | -ete             | -ite                      |
| essi, esse             | -ino             | -ano             | -ano / -iscano            |

Per la prima e seconda persona plurale (noi e voi), le forme coincidono con quelle del presente indicativo e vengono di solito considerate a tutti gli effetti come forme dell'imperativo. Per la terza persona, invece, viene usata la corrispondente voce del congiuntivo (congiuntivo esortativo).
Quando è seguito da pronome atono (-mi, -ti, -lo, -la, -ci, -vi, -li, -le, -ne es. "guardami!" = "guarda me!") il pronome è in genere posposto.
La forma atona del pronome è però sempre proclitica (anteposta) con le voci di terza persona, sia singolare che plurale  (es. "Signora, mi guardi!"; "Signori, mi guardino!"; oppure: "signora, mi dica la verità!"; "Signori, mi dicano la verità!"). Il procedimento si realizza concordemente alle regole sulle forme del congiuntivo presente,  con le quali l'imperativo della terza persona coincide perfettamente.

### Modo gerundio
Il gerundio si usa con il verbo "stare" per la costruzione di frasi progressive ("sto andando a Roma", quindi sono in viaggio), oppure al posto di una frase subordinata temporale o causale ("vedendo il sole, uscì). Esiste il gerundio presente, un tempo semplice, e il gerundio passato, tempo composto formato dal gerundio presente dell'ausiliare e dal participio passato del verbo: "avendo parlato - essendo caduto".

A volte nel gerundio passato l'ausiliare è omesso, e rimane il solo participio passato con la stessa funzione del gerundio, ed è impersonale come l'infinito.
| -are es. parlare | -ere es. vendere | -ire es. partire / capire |
| -ando            | -endo            | -endo                     |

### Modo participio
Il participio presente è la forma che esprime un soggetto nell'atto o nella qualifica di chi compie l'azione: "il quorum è raggiunto se si recano a votare la maggioranza degli aventi diritto al voto". È variabile per numero.
È indicata come participio passato la forma usata principalmente per la costruzione dei tempi composti. Viene inoltre usato come aggettivo per descrivere la persona o la cosa avente ricevuto un'azione: "i piatti lavati vengono quindi asciugati" = "i piatti che sono stati lavati vengono quindi asciugati" o "i piatti, dopo essere stati lavati, vengono quindi asciugati"; in quest'ultimo caso è declinato come un aggettivo.
|          | -are es. parlare | -ere es. vendere | -ire es. dormire / capire |
| presente | -ante            | -ente            | -ente / -iente            |
| passato  | -ato             | -uto             | -ito                      |

## L'avverbio
Gli avverbi hanno la stessa funzione degli aggettivi ma non si riferiscono ai nomi. Sono legati primariamente ai verbi (di qui il loro nome), ma possono riferirsi anche ad un aggettivo oppure ad un altro avverbio. Gli avverbi sono invariabili rispetto al genere ed al numero: (esempi: presto, prima, male).
Molti avverbi vengono derivati dagli aggettivi (strano→stranamente). Altri costituiscono parole a sé stanti (presto, qui, adesso, avanti, poco, forse). Alcuni avverbi hanno la stessa funzione sintattica delle preposizioni: durante la cena; davanti all'automobile; prima di pranzo).

## La congiunzione
Le congiunzioni uniscono tra di loro due parti di una stessa proposizione (io e te), oppure due frasi (vado e torno), spesso la frase principale e la subordinata. Si tratta di parti invariabili del discorso, come anche gli avverbi.

## L'interiezione
Le interiezioni, che denotano l'espressione affettiva del parlante nel contesto, sono parti invariabili del discorso che spesso variano per sfumature di significato, e che non svolgono un particolare ruolo nel costrutto della frase (ah, oh, ahi, ehi...). Spesso sono derivate da altre parti del discorso (povero me!).

### Verbo
- Verbo (lingua italiana)
- Verbi irregolari italiani
- Diatesi passiva (lingua italiana)

### Fonologia e fenomeni correlati
- Accento (ortografia)
- Apostrofo
- Divisione in sillabe
- Fonologia dell'italiano
- Ortografia italiana
- Elisione
- Troncamento (linguistica)
- D eufonica
- I eufonica
- Dittongo mobile
- Raddoppiamento fonosintattico